# Brazília–Németország (2014-es labdarúgó-világbajnokság)
A 2014-es labdarúgó-világbajnokság Brazília–Németország mérkőzését az Estádio Mineirão stadionban, Belo Horizontéban, Brazíliában játszották 2014. július 8-án. A mérkőzés a világbajnokság első elődöntője volt, a megdöbbentő 1–7-es végeredménye a brazil labdarúgó-válogatott történetének legnagyobb hazai veresége lett, amely egyben a hazai rendezésű világbajnokságról történő kiesést jelentette. A mérkőzés folyamán számos rekord megdőlt. Brazília csak a bronzéremért játszhatott, de azt a mérkőzést is elvesztette Hollandia ellen 3–0-ra.
A mérkőzés a Mineirazo, Mineiraço nevet kapta (a stadion neve után), a Maracanazo mintájára, amely az 1950-es labdarúgó-világbajnokság döntőjének számító Uruguay–Brazília mérkőzést jelenti, amikor Brazília a korábbi hazai rendezésű világbajnokságot nem tudta megnyerni.

## Előzmények
A két csapat korábban 21 mérkőzést játszott egymással, de csak egyszer találkoztak világbajnokságon: a 2002-es döntőben Jokohamában Brazília 2–0-ra nyert, mindkét gólt Ronaldo szerezte. A 21 mérkőzésből 12-t a brazilok, 4-et a németek nyertek, 5 találkozó döntetlennel végződött.
Brazília második alkalommal kapta meg a világbajnokság rendezési jogát, előzőleg 1950-ben rendeztek vb-t. Öt alkalommal nyertek világbajnokságot. Németország háromszoros vb-győztesként érkezett a mérkőzésre, de 1990-ben nyert legutoljára. A brazilok 2002 után először szerepeltek az elődöntőben, a németek viszont sorozatban negyedik alkalommal jutottak el az elődöntőig, amely új rekord lett.
Brazília a vb csoportkörében Horvátországgal, Mexikóval és Kamerunnal találkozott az A csoportban. 7 ponttal az első helyen jutottak tovább miután 3–1-re legyőzték Horvátországot, majd 0–0-t játszottak Mexikóval, végül Kamerunt verték 4–1-re. A nyolcaddöntőben Chile ellen 1–1 után csak büntetőpárbajban jutottak tovább, a negyeddöntőben Kolumbia ellen 2–1-re győztek, azonban ezen a mérkőzésen veszteség érte a brazilokat. Thiago Silva sárga lapot kapott, ami miatt nem játszhatott az elődöntőben, Neymar pedig megsérült.
Németország a csoportkörben Portugáliával, Ghánával és az Egyesült Államokkal játszott a G csoportban. Az első mérkőzésükön Portugáliát verték 4–0-ra, majd Ghána ellen 2–2-t játszottak egy fordulatos mérkőzésen. A németek vezettek 1–0-ra, Ghána fordított, végül Németország egyenlített 2–2-re. Az utolsó mérkőzésen az Egyesült Államokat 1–0-ra győzték le, így csoportelsőként jutottak a nyolcaddöntőbe. A nyolcaddöntőben Algéria ellen a rendes játékidőben 0–0 volt az állás, végül a németek a hosszabbításban 2–1-re nyerni tudtak. A negyeddöntőben Franciaország volt az ellenfél, a 13. percben szerzett góllal nyertek 1–0-ra.

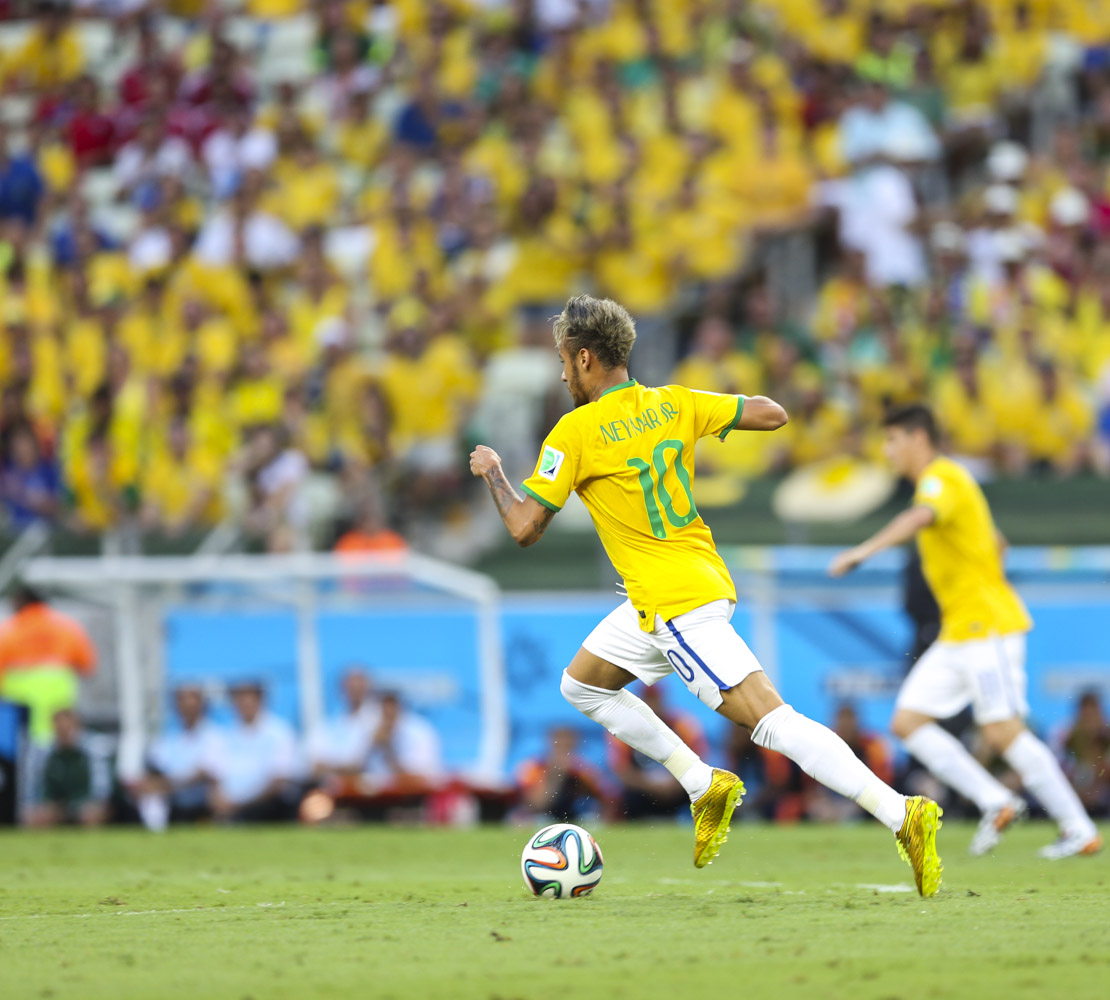
Neymar a labdával, a Kolumbia elleni mérkőzésen

A brazil játékosokra rakódó nyomás miatt a szövetségi kapitány Luiz Felipe Scolari Regina Brandão személyében pszichológust hívott a Chile elleni mérkőzés után.
Thiago Silva a Kolumbia elleni mérkőzésen begyűjtötte második sárga lapját, így automatikus eltiltást kapott az elődöntőre. A brazil szövetség fellebbezést nyújtott be a FIFA-hoz, hogy a védő sárga lapját töröljék, így játszhatott volna az elődöntőben. A FIFA fegyelmi bizottsága azonban elutasította a fellebbezést, mert ilyen kéréshez a brazil szövetségnek nem volt jogalapja.
Neymar a Kolumbia elleni mérkőzésen súlyos sérülést szenvedett, amikor a 88. percben Juan Camilo Zúñiga a hátába térdelt. A brazil csatárt hordágyon vitték le, az orvosi vizsgálat szerint a harmadik ágyékcsigolyája eltört. A sérülés azt jelentette, hogy Neymar nem játszhatott már a világbajnokságon. A brazil támadó addig 4 gólt szerzett a világbajnokságon. A kolumbiai védőt nem büntették meg.

## A mérkőzés

### Összefoglalás

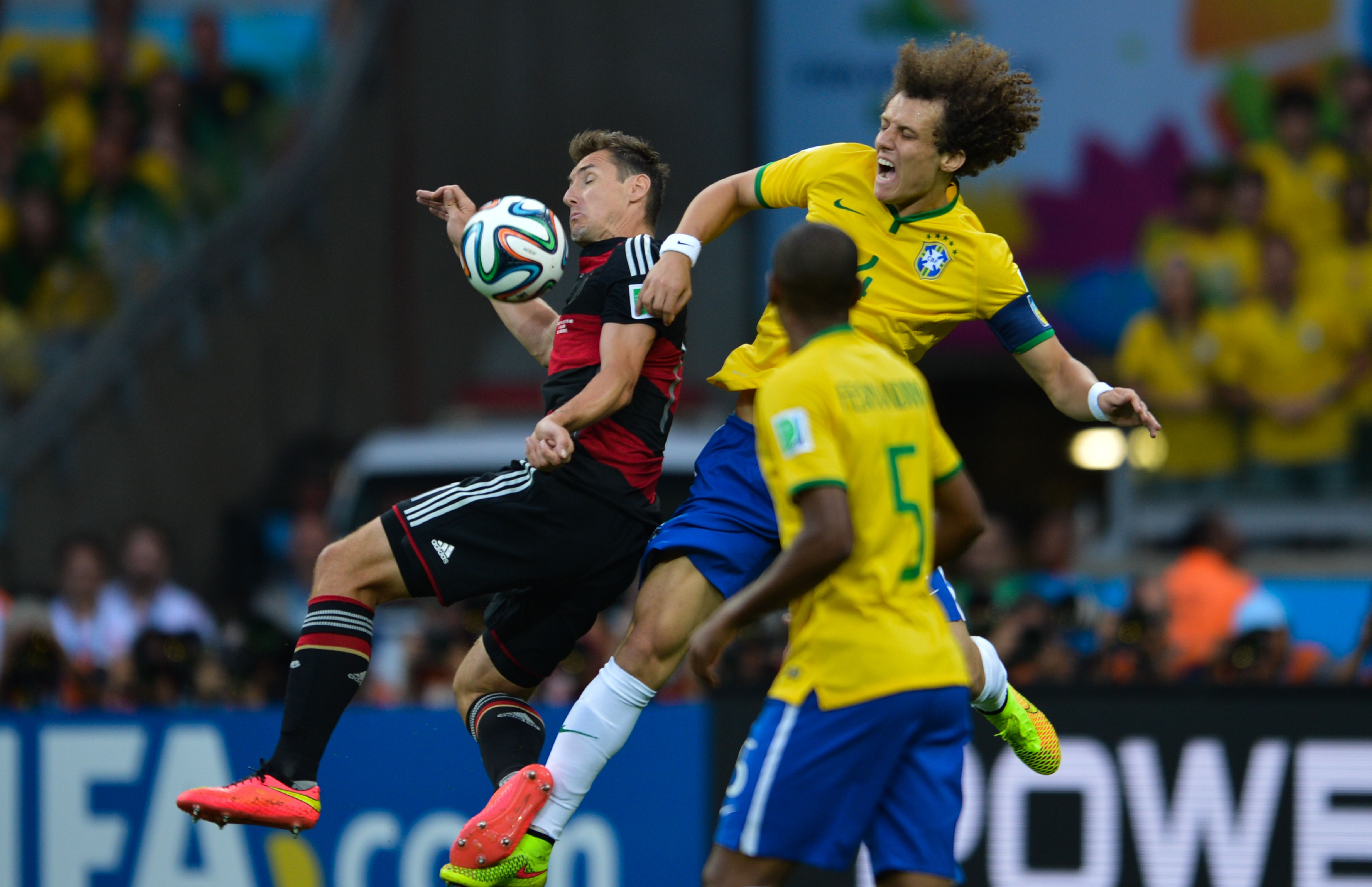
Az eltiltott Thiago Silva helyett David Luiz (középen) volt a brazilok csapatkapitánya

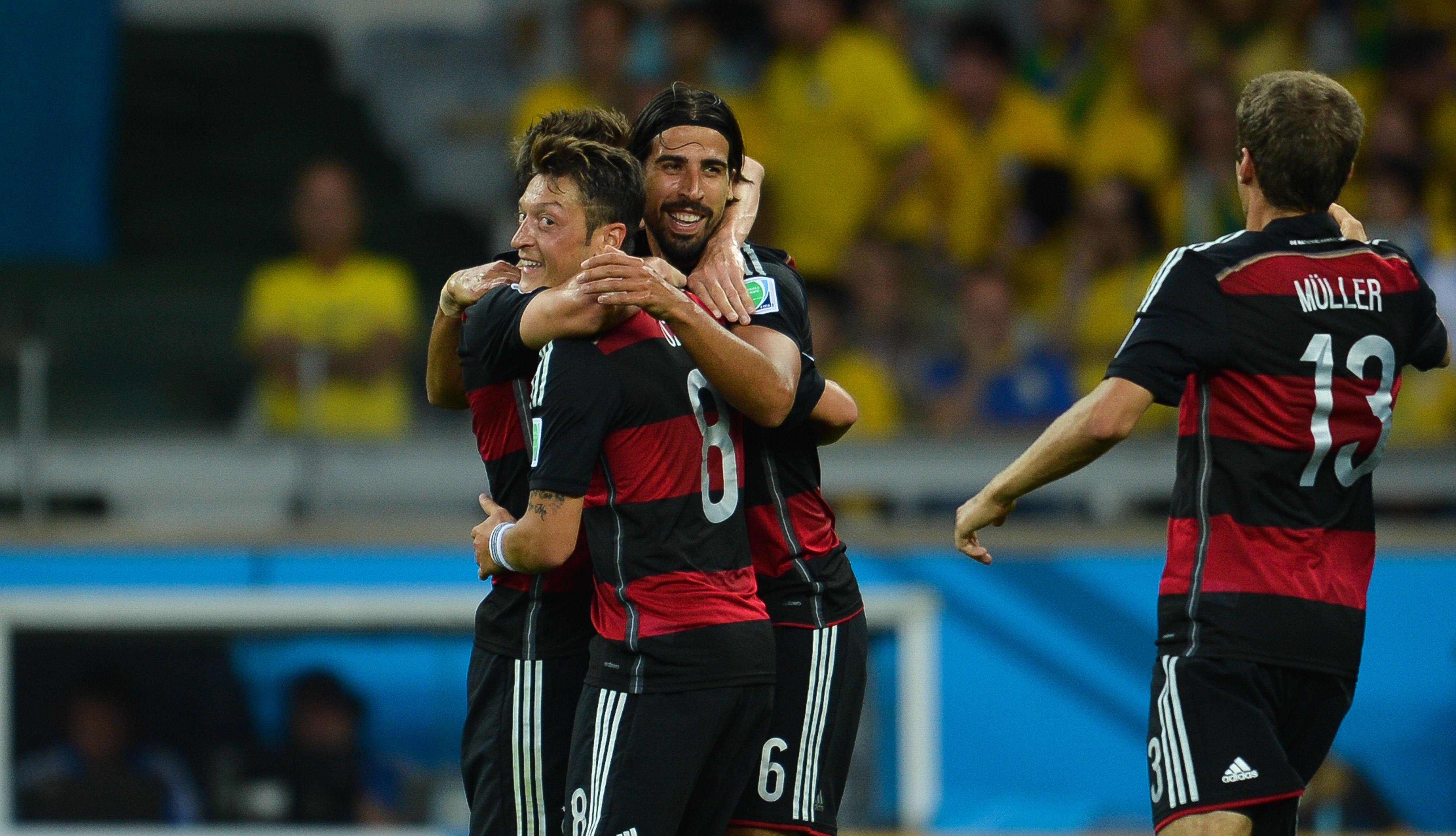
Sami Khedira kapja a gratulációkat a gólja után

A mérkőzés előtt, a himnusz alatt Júlio César és David Luiz tartotta Neymar mezét. Dante és Bernard helyettesítette Thiago Silvát és Neymart, mindkét játékosnak ez volt az első szereplése a vb-n. Luiz Gustavo került Paulinho helyére. Németország nem változtatott a negyeddöntőbeli felállásán.
A mérkőzést mindkét csapat támadó szellemben kezdte, Brazíliának volt több lehetősége a mérkőzés elején. A 11. percben Toni Kroos végzett el egy szögletet, ezt követően Thomas Müller üresen maradt, aki megszerezte a vezetést. A 23. percben Miroslav Klose lövését először még Júlio César hárítani tudta, de az ismétlést már nem. Klose megszerezte 16. világbajnoki gólját, amellyel új rekordot állított fel. A következő 3 percben Toni Kroos további két gólt szerzett: a 24. percben a Philipp Lahmtól, jobb oldalról érkező labdát Müller elvétette, de Kroos 16 méterről berúgta, a brazil kapus csak beleérni tudott. A középkezdés után Kroos labdát szerzett, Khedirával két passzváltás után újabb gól szerzett. A 29. percben a negyedik gól előttihez hasonló, de ezúttal Özil–Khedira összjáték után Sami Khedira már az ötödik német gólt lőtte. A félidőben 0–5 volt az állás. Mats Hummels a találkozó utáni nyilatkozatában elismerte, hogy a szünetben a német csapat megbeszélte, hogy a mérkőzést komolyan veszik, de nem alázzák meg ellenfelüket.
A második félidőt a brazil csapat támadólag kezdte, számos helyzetük volt, de a német kapus Manuel Neuer hárítani tudott. Az 58. percben Klose helyére André Schürrle állt be. A 69. percben egy jobbról érkező passzt továbbított a kapuba, majd 10 perccel később a lövése a felső kapufáról pattant a kapuba, ekkor már 0–7 volt az állás.
Az utolsó percben Oscar góljával szépített a házigazda csapat, a végeredmény 1–7 lett. A brazil játékosok könnyekkel küszködve mentek le a pályáról, többen térdre rogyva imádkoztak.
A mérkőzés legjobbjának Toni Kroost választották, 3 lövéséből 2 gól lett, a passzolási pontossága 93% volt.

### Részletek
Használt rövidítések (magyar rövidítés – angol rövidítés – poszt):
| - KA – GK – kapus - V – DF – hátvéd - S – SW – söprögető - JV – RB – jobb oldali védő - KV – CB – középső védő - BV – LB – bal oldali védő - JSZV – RWB – jobb szélső védő - BSZV – LWB – bal szélső védő | - KP – MF – középpályás - VKP – DM – védekező középpályás - BKP – LM – bal oldali középpályás - KKP – CM – középső középpályás - JKP – RM – jobb oldali középpályás | - JSZ – RW – jobb szélső - BSZ – LW – bal szélső - TKP – AM – támadó középpályás | - CS – ST, FW – csatár - JCS – RF – jobb oldali csatár - KCS – CF – középső csatár - BCS – LF – bal oldali csatár |

| 2014. július 8. 17:00 (22:00) |

| Brazília  | 1–7               | Németország                                                     |
| --------- | ----------------- | --------------------------------------------------------------- |
| Oscar 90' | (0–5) Jegyzőkönyv | Müller 11' Klose 23' Kroos 25' 26' Khedira 29' Schürrle 69' 79' |

| Estádio Mineirão, Belo Horizonte Nézőszám: 58 141 Játékvezető: Marco Rodríguez (mexikói) |

| Brazília | Németország |

| KA                   | 12 | Júlio César      |     |     |
| JV                   | 23 | Maicon           |     |     |
| KV                   | 4  | David Luiz (csk) |     |     |
| KV                   | 13 | Dante            | 68' |     |
| BV                   | 6  | Marcelo          |     |     |
| KKP                  | 17 | Luiz Gustavo     |     |     |
| KKP                  | 5  | Fernandinho      |     | 46' |
| JSZ                  | 7  | Hulk             |     | 46' |
| TKP                  | 11 | Oscar            |     |     |
| BSZ                  | 20 | Bernard          |     |     |
| KCS                  | 9  | Fred             |     | 70' |
| Cserék:              |    |                  |     |     |
| KP                   | 16 | Ramires          |     | 46' |
| KP                   | 8  | Paulinho         |     | 46' |
| KP                   | 19 | Willian          |     | 70' |
| Szövetségi kapitány: |    |                  |     |     |
| Luiz Felipe Scolari  |    |                  |     |     |

| KA                   | 1  | Manuel Neuer           |  |     |
| JV                   | 16 | Philipp Lahm (csk)     |  |     |
| KV                   | 20 | Jérôme Boateng         |  |     |
| KV                   | 5  | Mats Hummels           |  | 46' |
| BV                   | 4  | Benedikt Höwedes       |  |     |
| KKP                  | 6  | Sami Khedira           |  | 76' |
| KKP                  | 7  | Bastian Schweinsteiger |  |     |
| JSZ                  | 13 | Thomas Müller          |  |     |
| TKP                  | 18 | Toni Kroos             |  |     |
| BSZ                  | 8  | Mesut Özil             |  |     |
| KCS                  | 11 | Miroslav Klose         |  | 58' |
| Cserék:              |    |                        |  |     |
| V                    | 17 | Per Mertesacker        |  | 46' |
| KP                   | 9  | André Schürrle         |  | 58' |
| KP                   | 14 | Julian Draxler         |  | 76' |
| Szövetségi kapitány: |    |                        |  |     |
| Joachim Löw          |    |                        |  |     |

| A mérkőzés játékosa: Toni Kroos (Németország) Asszisztensek: Marvin Torrentera (mexikói) Marcos Quintero (mexikói) Negyedik számú játékvezető: Mark Geiger (amerikai) Ötödik számú játékvezető: Mark Hurd (amerikai) |

### Statisztika

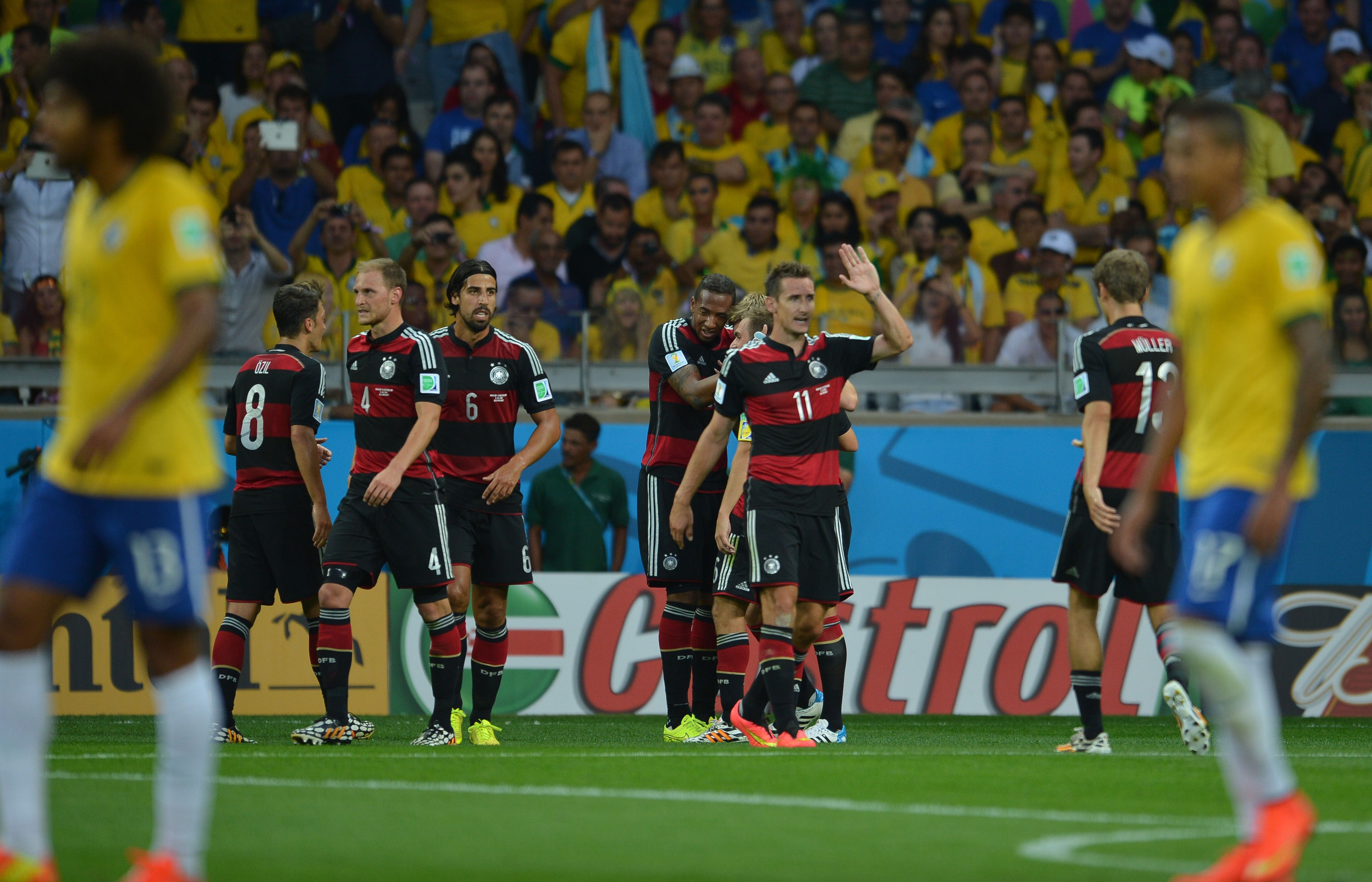
Német játékosok ünnepelnek egy gól után

|                    | Brazília | Németország |
| ------------------ | -------- | ----------- |
| Gól                | 1        | 7           |
| Lövés              | 18       | 14          |
| Kapura tartó lövés | 13       | 12          |
| Labdabirtoklás     | 52%      | 48%         |
| Szöglet            | 7        | 5           |
| Szabálytalanság    | 11       | 14          |
| Les                | 3        | 0           |
| Sárga lap          | 1        | 0           |
| Piros lap          | 0        | 0           |

## Rekordok

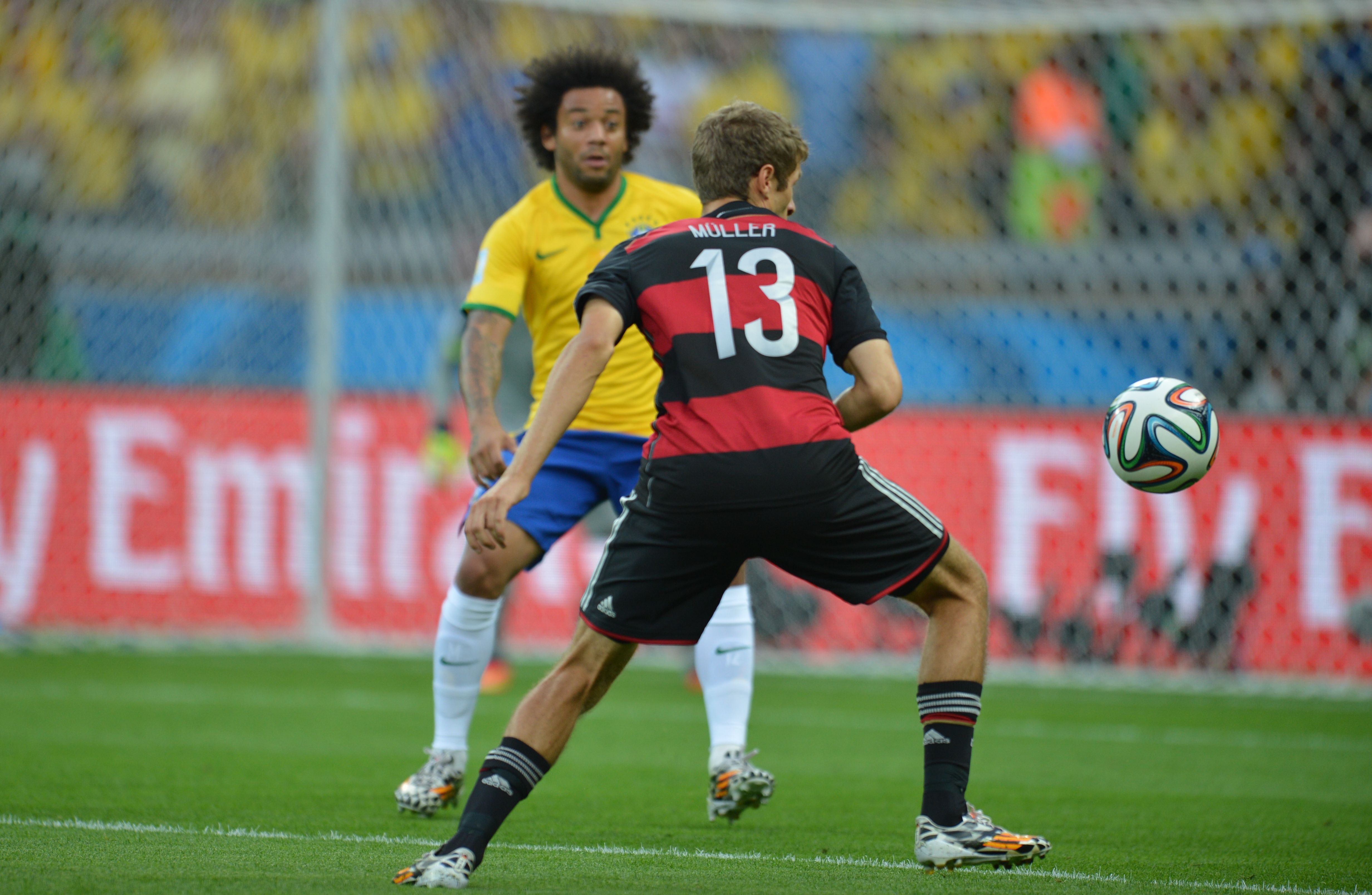
Thomas Müller (háttal) és Marcelo a mérkőzésen

A legnagyobb különbségű eredmény született a világbajnokságok történetében az elődöntőket és a döntőket is beleszámítva. Németország az első csapat lett, amely 7 gólt szerzett vb-elődöntőben. Utoljára 6 gólt vb-elődöntőben az NSZK szerzett 1954-ben Ausztria ellen. 1930-ban is 6–6 gólt ért el Uruguay és Argentína az elődöntőben. A rendező ország csapata a legnagyobb különbségű vereséget szenvedte el a vb-k történetében. A 2014-es világbajnokságon ekkor már 167 gólt szereztek a csapatok, amely a második legtöbb volt az 1998-as 171 gólos rekord után. A német csapat a világbajnokságok történetében leggyorsabban szerzett 4 gólt (a 23. és 29. perc között). 1954-ben Ausztria 7 perc alatt szerzett 4-et (a 25. és 32. perc között), 9 perc alatt 5-öt Svájc ellen, valamint 1982-ben Magyarország is 7 perc alatt szerzett 4 gólt Salvador ellen (a 69. és 76. perc között). A német csapat a világbajnokságok történetében leggyorsabban szerzett 5 gólt a mérkőzés elejétől számítva, ehhez 29 percre volt szükségük. Németország a rendező ország válogatottja ellen szerzett 7 góllal beállította Ausztria rekordját, amely 1954-ben a rendező Svájcot 7–5-re győzte le. A második legtöbb gólt Brazília szerezte a rendező ellen, az 1958-as döntőben Svédország ellen 5–2-re nyertek. Németország a vb-k történetében legtöbb gólt szerző csapata lett 223 góllal, ezzel megelőzte Brazíliát, nekik a mérkőzés végén 221 góljuk volt.

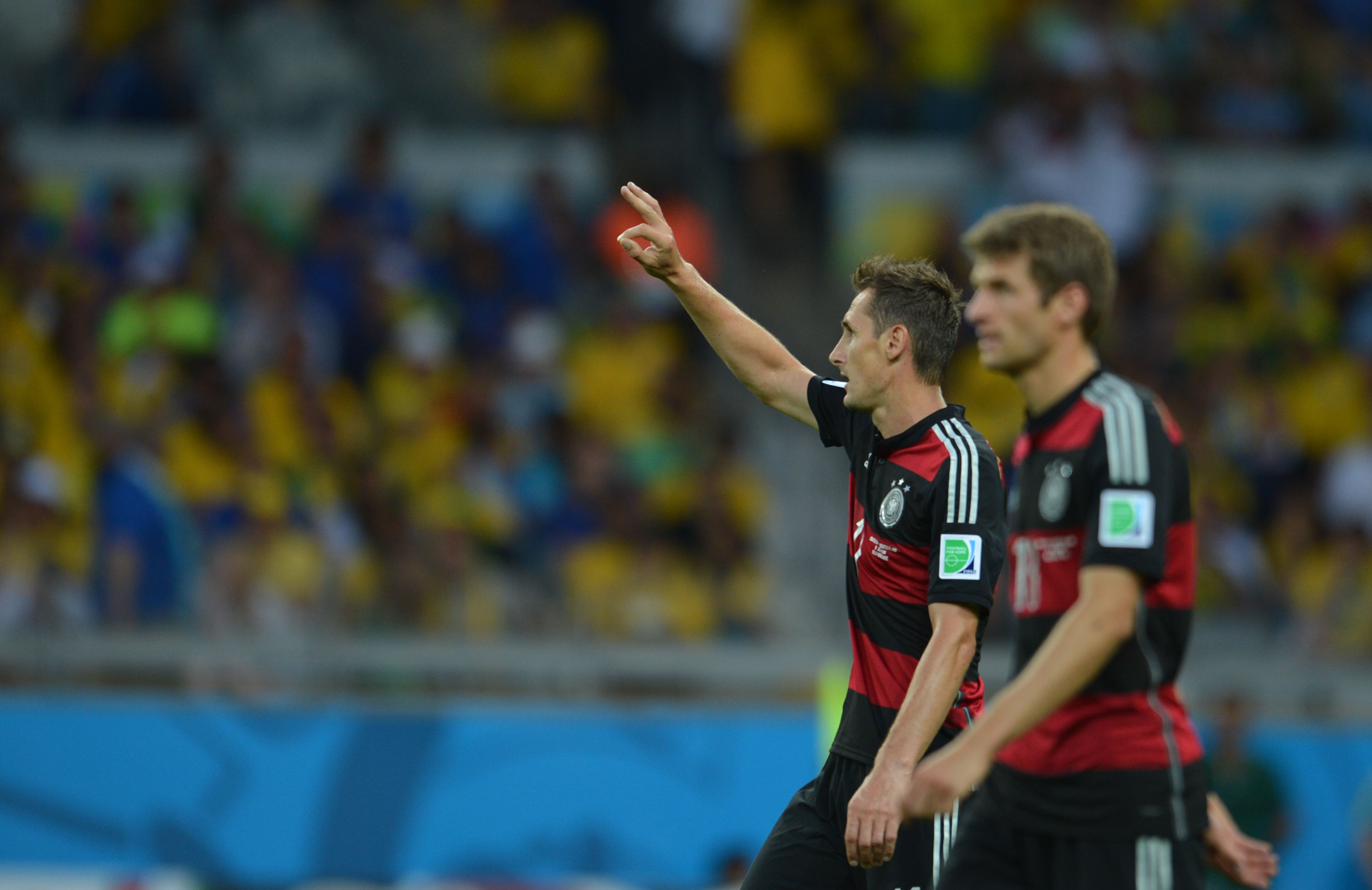
Miroslav Klose (balra) 16. világbajnoki gólját, Thomas Müller (jobbra) Németország történetének 2000. gólját szerezte

Brazília számára megszakadt a hazai veretlenségi sorozata, tétmérkőzésen: hazai pályán 62 tétmérkőzésen (38 éven át) nem talált legyőzőre. Utoljára az 1975-ös Copa Américán 3–1-re kaptak ki Perutól, 1975. szeptember 30-án. Ezt a mérkőzést is az Estádio Mineirão stadionban, Belo Horizontéban játszották. Brazília 1938 óta először vesztett el vb-elődöntőt, az előző 6-ot megnyerték (1974-ben a második csoportkörből nem jutottak a döntőbe). Hazai pályán sohasem kaptak 7 gólt, de egy barátságos mérkőzésen 8–4-re kaptak ki Jugoszláviától, 1934. június 3-án. Ezelőtt utoljára legalább 5 gólt az 1938-as vb-n kaptak Lengyelországtól, de akkor 6–5-re győztek; 4 gólt az 1954-es vb-n kaptak Magyarországtól, a végeredmény 4–2-es vereség volt. Világbajnokságon a legnagyobb különbségű vereségük 3 gólos volt, az 1998-as vb-döntőben Franciaországtól kaptak ki 3–0-ra. Egyik legnagyobb különbségű vereségük is lett a találkozó, korábban 6 góllal a chilei rendezésű 1920-as Copa Américán kaptak ki Uruguaytól. De ez volt a válogatott történetének legnagyobb különbségű veresége hazai pályán. Ez volt Brazília legrosszabb eredménye Németország (NSZK) ellen, az addigi rekord egy 1986-os barátságos mérkőzés volt, amikor az NSZK 2–0-ra nyert.
Németország az első csapat lett, amely 13. alkalommal jutott el a világbajnokság legjobb négy csapata közé (12-szer elődöntőt játszottak, 1974-ben második csoportkörből jutottak a döntőbe), és az első csapat, amely 8. alkalommal játszhatott vb-döntőt. A mérkőzés végén biztossá vált, hogy Németország egymást követő negyedik világbajnokságán az első háromba jut és nyolcadik alkalommal játszhat vb-döntőt, amely szintén új rekord lett.

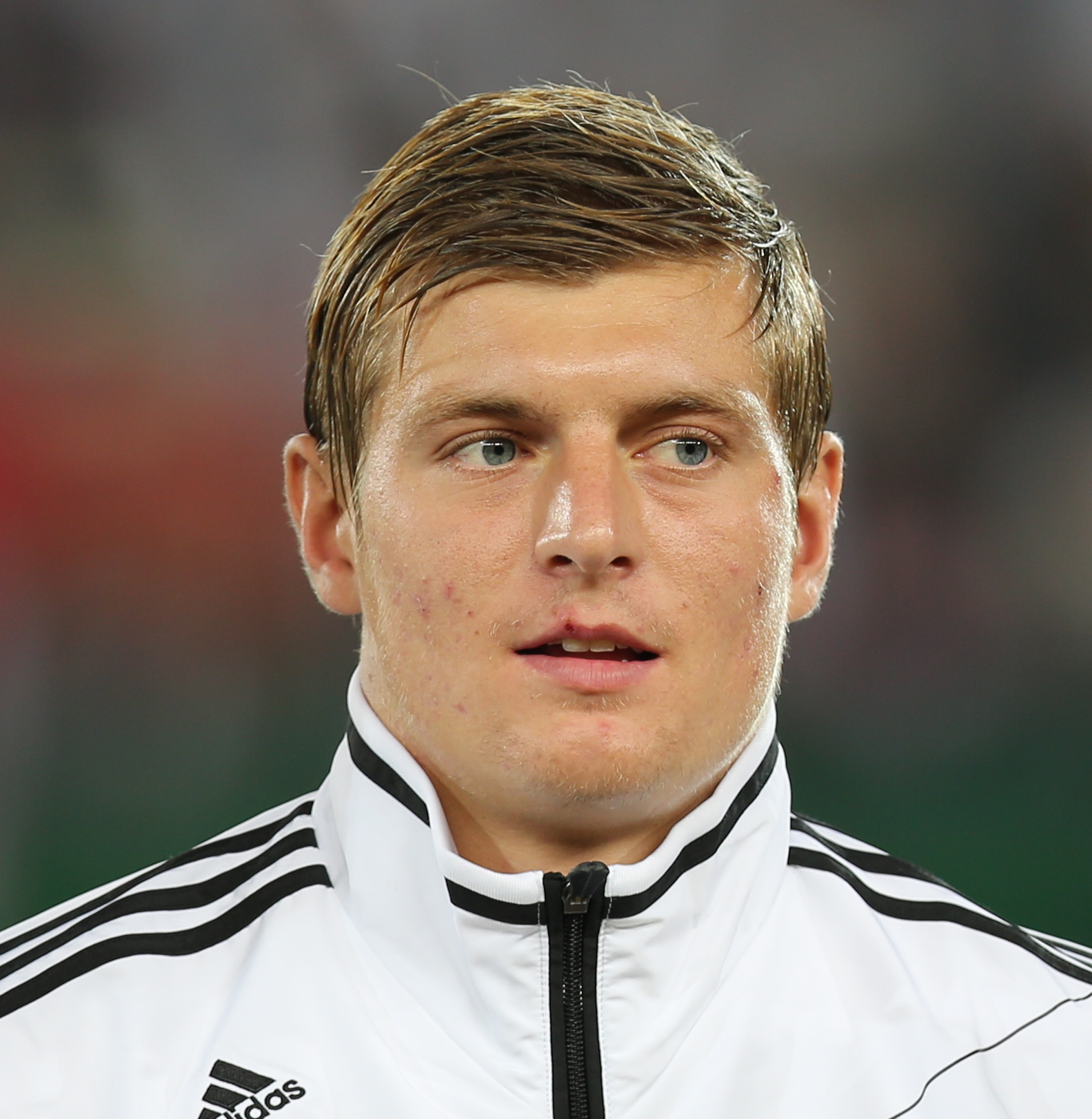
A mérkőzés játékosának megválasztott Toni Kroos

A mérkőzésen Miroslav Klose megszerezte 16. világbajnoki gólját, amellyel megelőzte az addigi 15 gólos rekorder brazil Ronaldót. Ronaldo a mérkőzésen kommentátorként a nézőtéren volt. Klose beállította a brazil Cafu rekordját, a legtöbb megnyert világbajnoki mérkőzésen való részvétel mindkettőjük esetében 16 mérkőzés lett. Klose a 23. vb-mérkőzésén vett részt, amellyel utolérte az olasz Paolo Maldinit, és már csak a német Lothar Matthäus (25 mérkőzés) volt előtte. Klose azonban az egyenes kieséses szakaszokban 13-szor lépett pályára, többször mint Matthäus vagy Cafu. Thomas Müller lett a harmadik olyan játékos, aki egymást követő világbajnokságon legalább 5 gólt szerzett. Korábban a perui Teófilo Cubillas és a német Miroslav Klose érte el ezt. Az első német gól volt Németország történetének 2000. gólja. Toni Kroos 69 másodperc alatt szerzett két gólt, amely az egy játékos által leggyorsabban szerzett két gól lett a világbajnokságok történetében.
Németország világbajnoki mérkőzésen először vezetett 5–0-ra a félidőben. Előzőleg 2002-ben Szaúd-Arábia ellen 4–0-ra vezettek (végül 8–0-ra nyertek). Korábban csak két csapat állt legalább 0–5-ös hátrányban a félidőben: Zaire Jugoszlávia ellen (0–6), és Haiti Lengyelország ellen (0–5), mindkét mérkőzést 1974-ben játszották.
A németek ugyanannyi gólt szereztek a mérkőzésen, mint az előző hat vb-elődöntőjükön összesen (1982–2010). A mérkőzés elején a világbajnokság örökranglistáján 28 olyan csapat volt, amely 7-nél kevesebb gólt szerzett a vb-ken. Németországnak ehhez 79 percre volt szüksége ezen a mérkőzésen. A mérkőzés a 2014-es világbajnokság leggólgazdagabb és legnagyobb különbségű találkozója lett.

## Reakciók
A hazai csapatot terhelő nyomás, a világbajnoki cím elvárása és a megdöbbentő végeredmény után a sajtó és a FIFA a mérkőzést Mineirazo vagy Mineiraço néven nevezte el, amely „A Mineirão csapást” jelenti. A névvel felidézték a Maracanazo néven elnevezett 1950-es Uruguay–Brazília-mérkőzést. 1950-ben is Brazília rendezte a világbajnokságot, de a négyes döntőben Uruguaytól 2–1-re kikaptak a Rio de Janeiró-i Maracanã Stadionban 173 850 néző előtt, és elvesztették a vb-címet, csak másodikok lettek.
A brazil szövetségi kapitány, Luiz Felipe Scolari, akivel 2002-ben vb-címet nyert Brazília – a döntőben épp Németországot győzték le – a vereség után magára vállalta a felelősséget, és elnézést kért a mérkőzésért. Nyilatkozata szerint Neymarral sem lett volna más. Scolari a szövetségi kapitányi posztjáról nem mondott le. Joachim Löw, a németek szövetségi kapitánya csodálatosnak és elképesztő eredménynek nevezte a látottakat, de óvatosan nyilatkozott, mert a döntőt még nem nyerték meg.
Németországban a ZDF televízió által közvetített mérkőzés új nézettségi rekordot ért el, összesen 32,57 millió nézője volt a találkozónak (87,8%-os arány). Az előző rekord a 2010-es vb Németország–Spanyolország elődöntője volt.
A mérkőzés során a Twitteren 35,6 millió bejegyzést írtak a felhasználók, Khedira góljánál egy perc alatt 580 166-ot. Mindkét adat új rekord. Az előző összesített rekordot a 2014-es NFL döntője, a Super Bowl XLVIII során írták, 24,9 milliót, amikor a Seattle Seahawks 43–8-ra kiütötte a Denver Broncost. Az interneten rengeteg vicces kép, videó jelent meg a mérkőzést követően.
A brazil O Globo újság, amely az ország legnagyobb példányszámú lapja, valamennyi brazil játékost és a szövetségi kapitányt is 0-ra értékelte. A németeknél a szövetségi kapitány, Kroos és Klose kapott 10-est. A német Bild és a Frankfurter Rundschau is történelminek nevezte a mérkőzést. A francia L'Équipe lap egyszerűen "Le Désastre" (Katasztrófa) néven írt a mérkőzésről.

## A mérkőzést követően
A világbajnokság bronzmérkőzésén Brazília 3–0-ra kikapott Hollandiától. Így összesen 14 gólt kaptak a tornán, amely a válogatott történetében a legtöbb, egy tornán kapott gólok száma, valamint a vb rendezője által legtöbb kapott gólok száma lett. Július 14-én a brazil szövetség menesztette Luiz Felipe Scolarit. Július 22-én Dungát nevezték ki szövetségi kapitánynak, aki 2006 és 2010 között már volt a szövetségi kapitány. A 2010-es vb negyeddöntőjében a hollandoktól elszenvedett 2–1-es vereséget követően távozott.
A döntőben Németország hosszabbítás után 1–0-ra győzött Argentína ellen, ezzel megszerezte negyedik világbajnoki címét. Első alkalommal fordult elő, hogy európai csapat az amerikai kontinensen nyert világbajnokságot és az is első alkalommal fordult elő, hogy egymás után három világbajnokságot azonos földrészről származó csapat nyert meg.